# Igualdad de derecho laboral en el Reino Unido
La Igualdad de derecho laboral en el Reino Unido es un organismo de leyes que legisla contra las acciones basadas en prejuicios en el lugar de trabajo. Como parte integral de la legislación laboral del Reino Unido, es ilegal discriminar contra una persona por tener una de las "características protegidas", que son, la edad, la discapacidad, el cambio de sexo, el matrimonio y la unión civil, la raza, la religión o la creencia, el sexo, y la orientación sexual. La legislación primaria es la Ley de Igualdad de 2010, que prohíbe la discriminación en el acceso a la educación, los servicios públicos, los bienes privados y los servicios de la construcción, además de empleo. Esto sigue a tres importantes directivas de la Unión Europea, y es complemento de otras leyes, como la Ley de protección contra el acoso de 1997,la discriminación Por otra parte sobre la base de la condición de trabajo, como un trabajador a tiempo parcial, los empleados temporales, trabajador agencia o afiliación sindical está prohibido como resultado de una combinación de instrumentos legales a la Ley de Sindicatos y Relaciones Laborales (consolidación) 1992, de nuevo siguiendo la legislación europea. Las disputas se resuelven normalmente en el lugar de trabajo en consulta con un empleado o sindicato, o con el asesoramiento de un abogado, el ACAS o la Oficina de Atención al Ciudadano una reclamación se pueden traer en un tribunal laboral. La Ley de Igualdad de 2006, estableció la Comisión de Igualdad y Derechos Humanos, un organismo destinado a reforzar la aplicación de las leyes de igualdad.
- Datos: Q18418402